# Manfred Haak

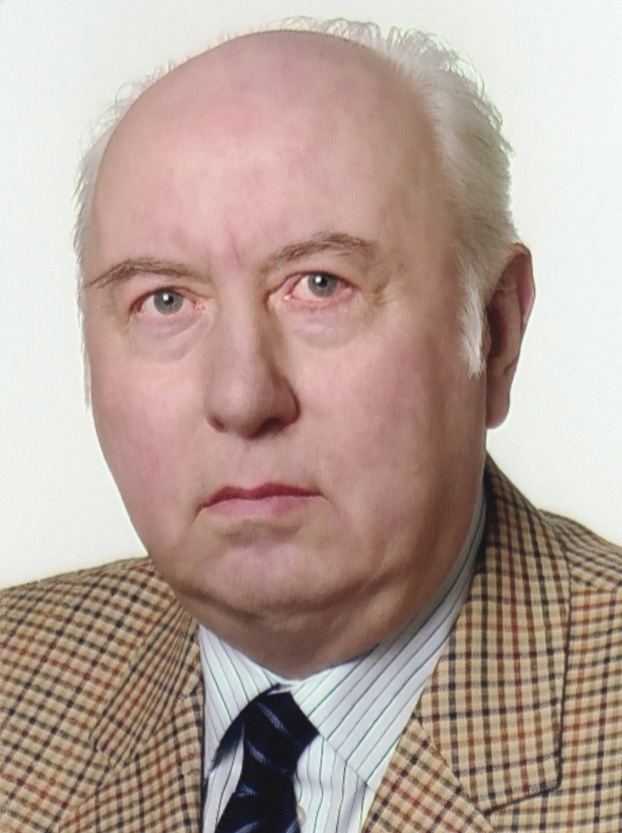
Manfred Haak (2010)

Manfred Kurt Haak (* 1. Juli 1931 in Eisenach, Land Thüringen; † 24. Juni 2025) war ein deutscher Geograph und Pädagoge.

## Leben
Haak legte 1950 das Abitur am Ernst-Abbe-Oberschule in Eisenach ab. Er arbeitete zunächst als Feuerwehrmann im Automobilwerk Eisenach. Von 1950 bis 1953 studierte er an der Friedrich-Schiller-Universität Jena Pädagogik und Geographie. 1954 legte er zusätzlich die Prüfung als Chemielehrer in Jena ab und begann im gleichen Jahr ein Fernstudium für die Gymnasialstufe an der Pädagogischen Hochschule Potsdam, das er 1959 abschloss.

## Wirken als Pädagoge und Entwicklungshelfer
Ab 1953 begann Haak als Fachlehrer an der Oberschule im Aufbau in Großbreitenbach, wurde Stellvertreter des Direktors und für ein Jahr Direktor.
1964 wurde Haak als leitender Entwicklungshelfer in die gerade unabhängig gewordene Volksrepublik Sansibar und Pemba in Ostafrika geschickt, die sich noch im selben Jahr mit dem ebenfalls sozialistisch orientierten Tanganjika zu Tansania vereinte. Dort unterrichtete zwei Jahre am Lumumba College in Sansibar Chemie und Geographie. Im dritten Einsatzjahr begann Haak, mit einem UNESCO-Experten ein nationales Lehrerbildungsinstitut aufzubauen. 1966 kehrte er in die DDR zurück und wurde Direktor der Erweiterten Oberschule (EOS) Goetheschule Ilmenau. Drei Jahre später promovierte er an der Universität Jena zum Thema Die Stadt Sansibar – eine ökonomisch-geographische Untersuchung zum Dr. rer. nat.
Als Leiter einer Dozentengruppe ging Haak 1970 für drei Jahre nach Aden, der damaligen Hauptstadt der Volksdemokratischen Republik Jemen, um beim Aufbau einer Hochschule für Lehrerbildung mitzuwirken. Auf Wunsch des jemenitischen Schulministers wurde er daraufhin dessen persönlicher Berater.
Nach diesem Auslandseinsatz übernahm Haak 1973 die Leitung der neu gegründeten Abteilung Rundfunk und Fernsehen am Zentralinstitut für Weiterbildung der Lehrer und Erzieher beim Ministerium für Volksbildung (MfV) in Ludwigsfelde. Unter seiner Leitung wurden fast 100 Fernseh- und Rundfunksendungen für die Weiterbildung der Lehrer erarbeitet, ausgestrahlt und zur Ausleihe an Schulen bereitgestellt.
Haak wurde während dieser Arbeit zu Konferenzen der UNESCO zur Thematik Friedenserziehung und Bildungsentwicklung delegiert. Zur Eröffnung einer Ausstellung und einer Vortragsreihe reiste er an die Universität Oxford und besuchte Konferenzen mit UNESCO-Beteiligung in mehreren europäischen Hauptstädten.
In der DDR betreute Haak ausländische Ministerdelegationen, die zu Konferenzen oder Besuchen des MfV einreisten. Ferner nahm er als Vorsitzender oder Schriftführer an Konferenzen im Europäischen Informationszentrum für die Weiterbildung der Lehrer an der Karls-Universität Prag teil.

## Nach 1990
Das Zentralinstitut für Weiterbildung der Lehrer wurde 1991 abgewickelt. Haak arbeitete danach freischaffend in der Werbung, als Fremdsprachendozent und als technischer Übersetzer.
Ehrenamtlich unterstützte er die Arbeit der Gewerkschaft Erziehung und Wissenschaft und wurde Mitglied sowie stellvertretender Vorsitzender einer Gruppe des Bundes der Ruhestandsbeamten, Rentner und Hinterbliebenen.
Im Jahr 2000 verfasste Haak seine Autobiographie Meine Schulen, die er 2015 als Book-on-Demand veröffentlichte.
Manfred Haak verstarb eine Woche vor Vollendung seines 94. Lebensjahres.

## Auszeichnungen
- Verdienstmedaille der DDR, 1976
- Pestalozzi-Medaille für treue Dienste in Gold, 1983
- Dr.-Theodor-Neubauer-Medaille in Silber, 1987

## Schriften (Auswahl)
- Ökonomisch-geographische Probleme der Stadt Großbreitenbach. Examensarbeit am Geographischen Institut der Pädagogischen Hochschule Potsdam. Potsdam, 1958
- Beiträge zur Geographie der Inseln Sansibar und Pemba. In: Wissenschaftliche Zeitschrift der Pädagogischen Hochschule Potsdam, Institut für Geographie, 1967
- Über die Volksdemokratische Republik Jemen. In: Zeitschrift für den Erdkundeunterricht. Berlin, H 11, 1975
- Die besondere geologische Situation von Sperenberg blieb im Raumordnungsverfahren zum Großflughafen fast unbeachtet. In: Märkische Allgemeine vom 1. Februar 1995, S. 15
- Großbreitenbach – Beitrag zu den naturräumlichen Gegebenheiten. In: Festschrift 600 Jahre Großbreitenbach, S. 11–16. B. Dölle Verlag, Hildburghausen, 1999
- Von Pädagogen für Pädagogen – eine Fernsehreihe zur Weiterbildung. In: Deutsche Lehrerzeitung, 1976/30
- Zur Arbeit mit Unterrichtsmitteln in der Weiterbildung der Lehrer. In: Erkenntnisse, Erfahrungen, Berichte, ZIW Ludwigsfelde, Nov. 1983, S. 40–49
- Meine Schulen. Als Lernender und Lehrender von Thüringen in die weite Welt – Erlebnisse und Erfahrungen mit vier deutschen Staaten und zwei Besatzungszonen (1931–2000) Pro Business, ISBN 978-3-86386-865-9, 2015
- Großbreitenbach : Beiträge zur Stadtgeopraphie, Geiger Verlag, Herbstein 2019, ISBN 978-3-86595-693-4